# Намаква
Намаква (африк. Namakwa-distriksmunisipaliteit, англ. Namakwa District Municipality) — район Северо-Капской провинции в ЮАР. Административный центр — Спрингбок. Район также известен как Малый Намакваленд. По состоянию на 2011 год, большинство из 108 118 жителей говорят на африкаанс.

## География

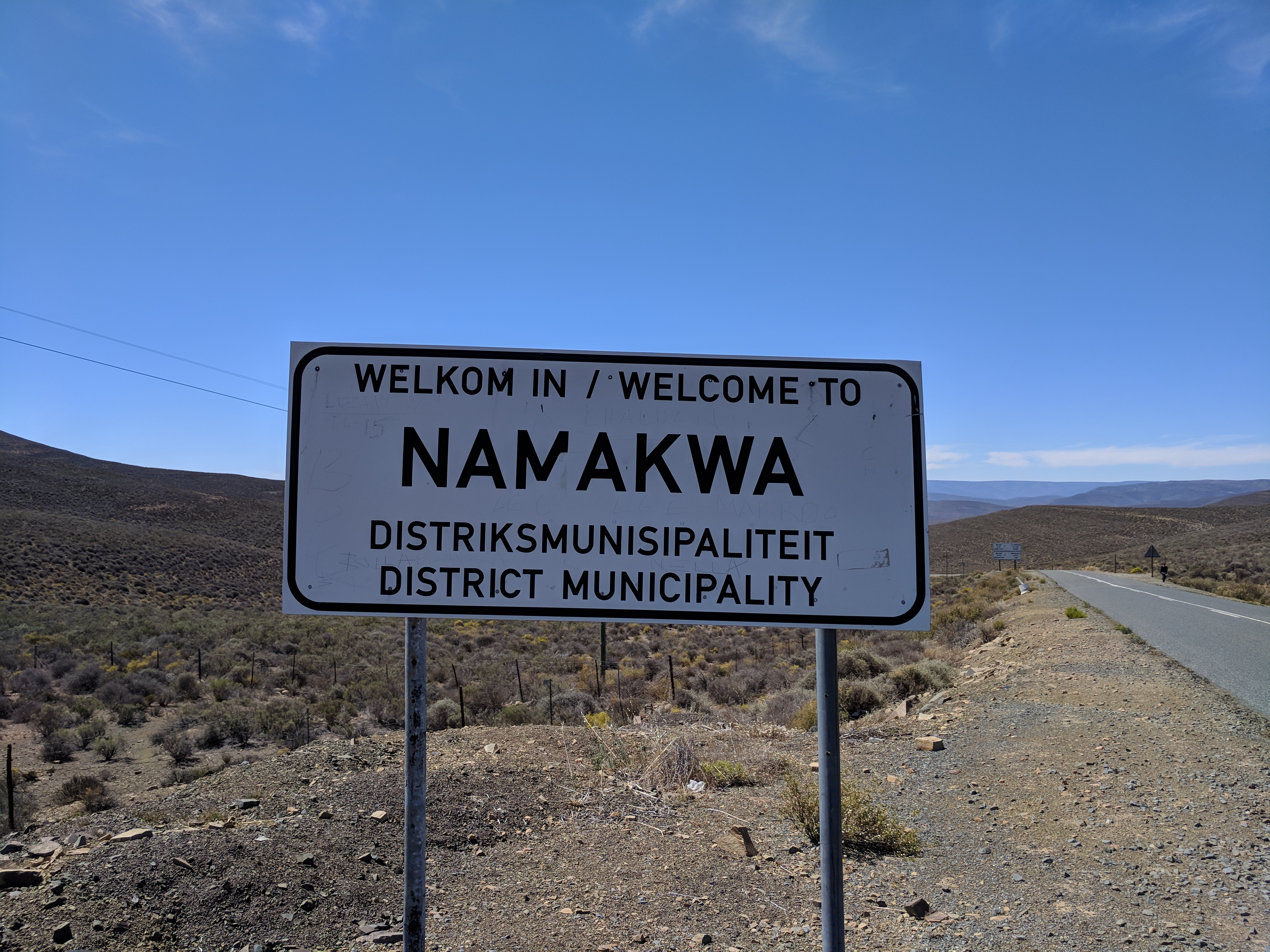
Знак вдоль границы Намаква с Западно-Капской провинцией

Намаква соседствует с Республикой Намибия на севере, Атлантическим океаном на западе и с районами ЮАР в Северо-Капской провинции
- ЗФ Мгкаву на северо-востоке
- Пиксли-ка-Семе на востоке

и в Западно-Капской провинции
- Сентрал-Кару на юго-востоке
- Кейп-Вайнлендс — на юге
- Уэст-Кост на юго-западе

## Местные муниципалитеты
В состав района входят следующие местные муниципалитеты:
| Местный муниципалитет | Население | %      |
| --------------------- | --------- | ------ |
| Нама-Кхой             | 44 752    | 41,39% |
| Хантам                | 19 804    | 18,32% |
| Кхай-Ма               | 11 348    | 10,50% |
| Камисберг             | 10 743    | 9,94%  |
| Кару-Хугланд          | 10 508    | 9,72%  |
| Рихтерсвелд           | 10 119    | 9,36%  |
| Намакваленд           | 813       | 0,75%  |